# Glacier du Moine
Le glacier du Moine est un glacier de France situé dans le massif du Mont-Blanc, sur la commune de Chamonix-Mont-Blanc.
Le glacier se trouve sur l'adret de l'aiguille du Moine, à environ 2 900 mètres d'altitude. Il est entouré par le glacier de Talèfre au nord-est et à l'est, le glacier de Leschaux au sud et la Mer de Glace à l'ouest. Le refuge du Couvercle se trouve juste au sud-est du glacier.

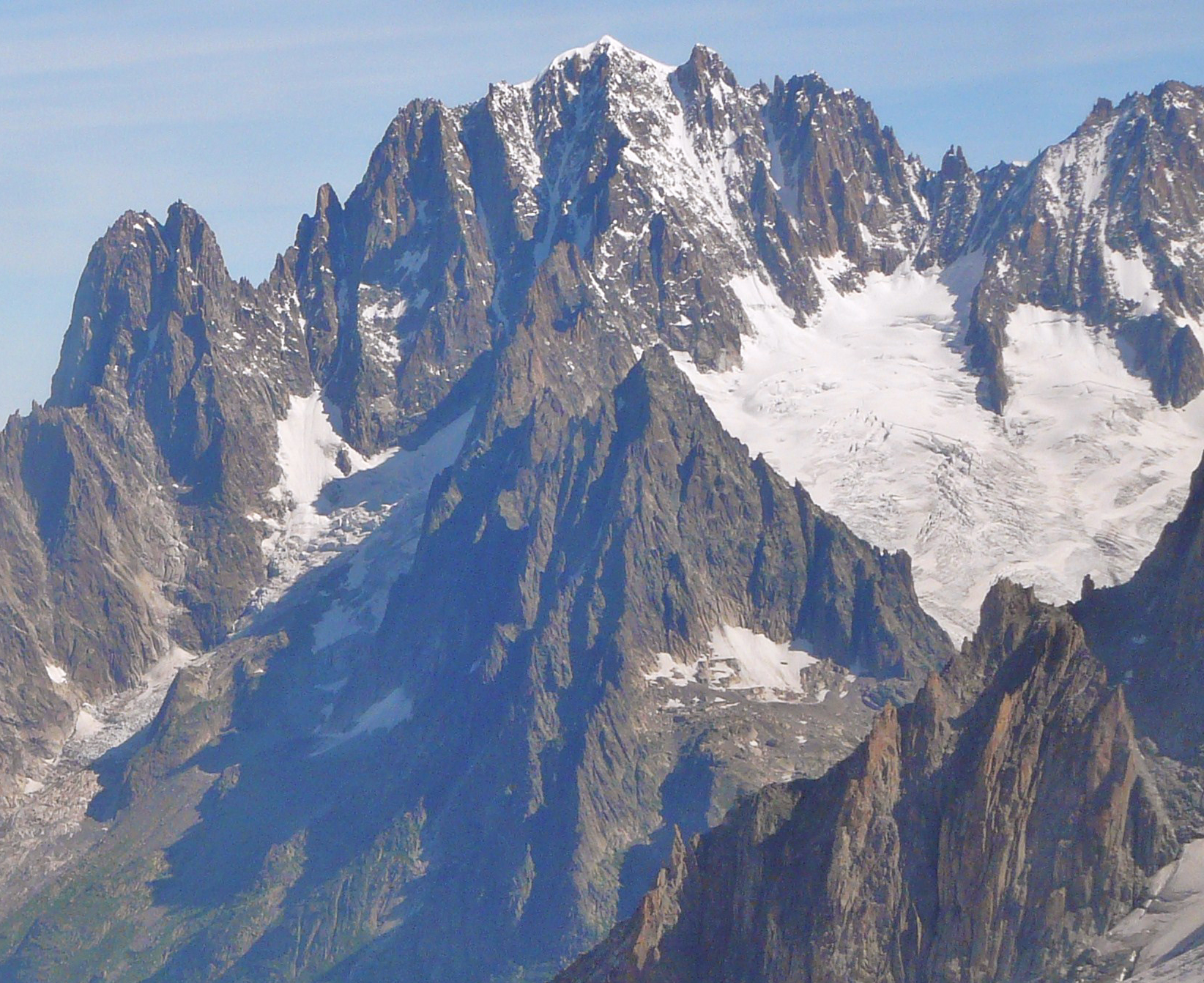
Le glacier du Moine sous l'aiguille du Moine encadrés par les glaciers de la Charpoua (à gauche) et de Talèfre (à droite), le tout dominé par les Drus (à gauche) et l'aiguille Verte (au centre) vus depuis la télécabine Panoramic Mont-Blanc au sud-ouest.

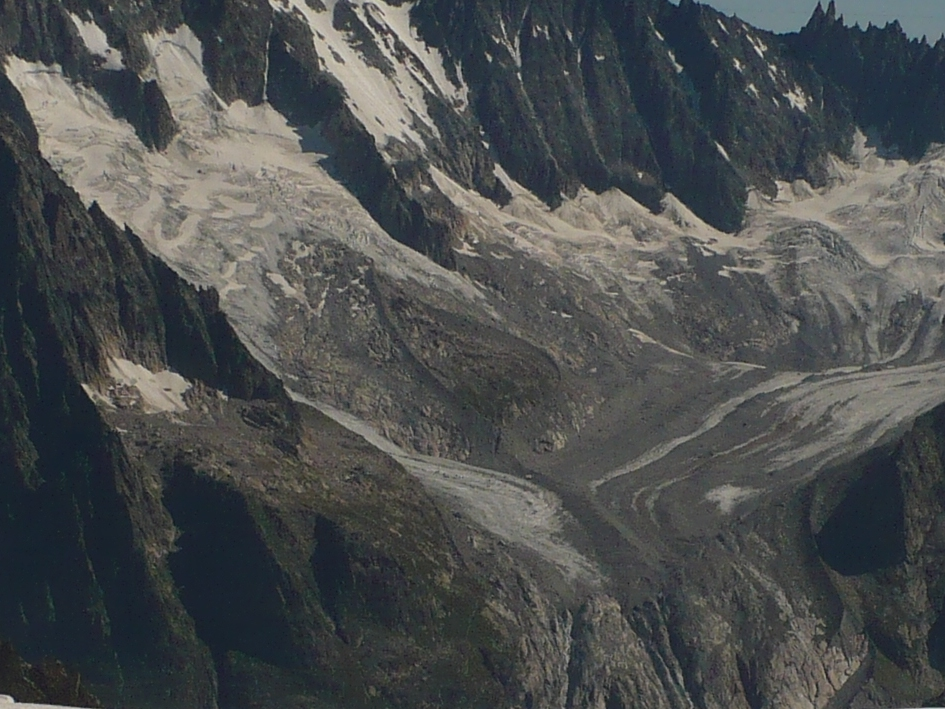
Le Jardin de Talèfre au centre du glacier de Talèfre avec le petit glacier du Moine sur la gauche vus depuis la Vallée Blanche au sud-ouest.